# Dicranomyia (Dicranomyia) browni
Dicranomyia (Dicranomyia) browni is een tweevleugelige uit de familie steltmuggen (Limoniidae). De soort komt voor in het Oriëntaals gebied.